# Coton de Tulear
Coton de Tulear é uma raça canina nativa de Madagascar, descendente de cães franceses da época colonial. Sua origem é ainda desconhecida, embora saiba-se que descendam de bichons levados à ilha e dados de presente às pessoas influentes. Adotado pela família real local no século XVII, foi considerado proibido para as pessoas comuns. Popular na França, sofreu com a miscigenação, que pouco manteve seu padrão. Fisicamente, é bastante assemelhado aos bichons, podendo chegar a medir 28 centímetros na altura da cernelha e pesar seis quilos.

## Galeria

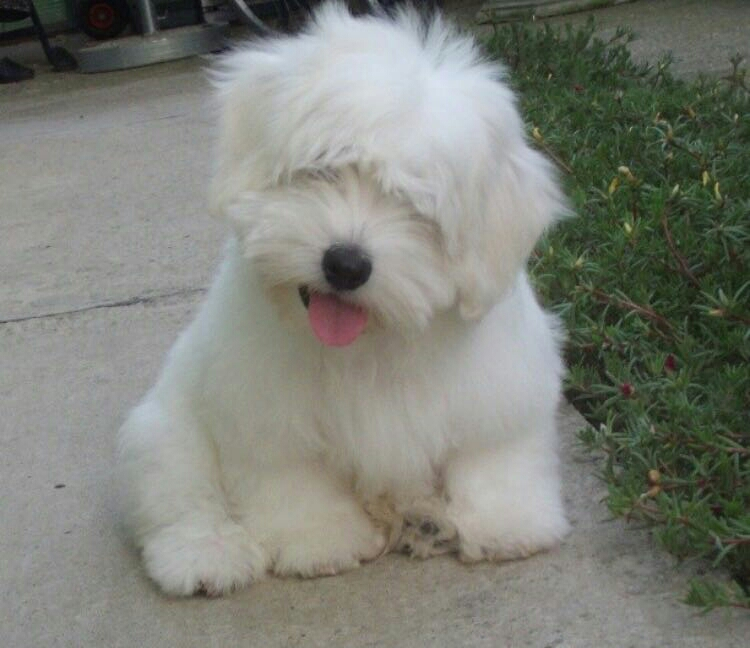
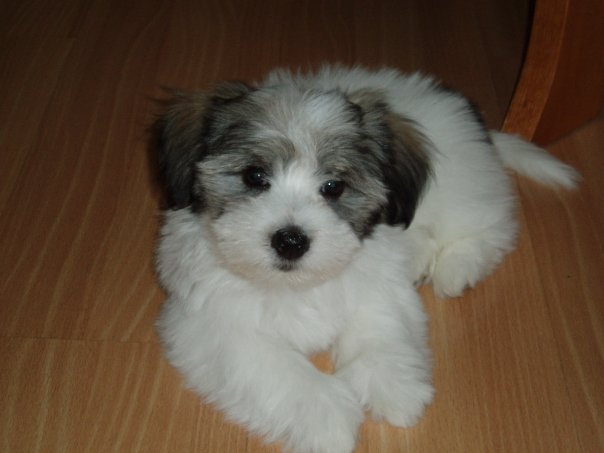
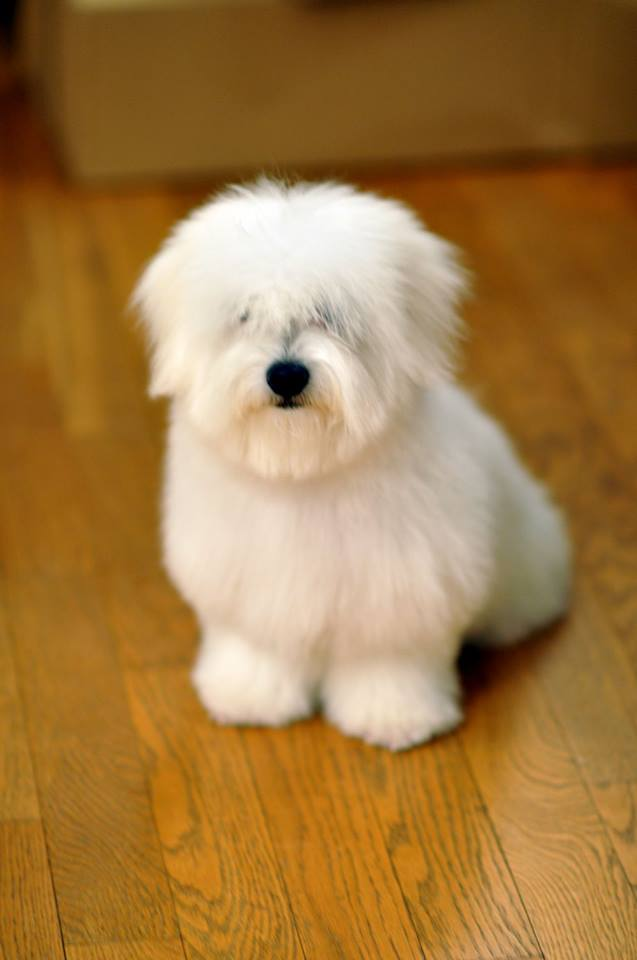